# Masdevallia estradae
Masdevallia estradae es una especie de orquídea epífita originaria del oeste de Sudamérica.

## Descripción
Es una orquídea de pequeño tamaño que prefiere el clima fresco, es de hábitos epífitas, con un delgado y negruzco ramicaule erecto que está envuelto basalmente por 2-3 vainas tubulares que llevan una sola hoja de color verde, erecta, apical, coriácea, elíptica-obovada, subaguda a obtusa que es cuneada en el pecíolo. Florece en una inflorescencia delgada y erguida de 7 a 11 cm de largo que surge del ramicaule y tiene una bráctea encima de la base y una delgada bráctea floral tubular que lleva una sola flor fragante de 4 cm de ancho.

## Distribución y hábitat
Se encuentra en Colombia a una altitud de 1800 a 2500 metros.

## Cultivo
Se debe mantener la planta en sombra parcial. La planta puede ser cultivada en condiciones frías. Poner la planta en una maceta con corteza fina, musgo sphagnum o perlita. Regar con regularidad y mantenerla húmeda.

## Sinonimia
- Masdevallia delicata var estradae Rchb.f. 1882[1]